# Tipula sparsissima
Tipula sparsissima là một loài ruồi trong họ Ruồi hạc (Tipulidae). Chúng phân bố ở vùng Indomalaya.